# Antechinus minimus
Антехінус болотний (Antechinus minimus) — вид сумчастих, родини кволових. Ендемік Австралії. Цей вид живе у південно-східних прибережних областях Австралії, а також на островах Тасманія, Неділя (штат Вікторія) і островах в протоці Басса. Цей вид зустрічається в сирих місцях проживання з густим підліском у лісах, рідколіссях, пустищах, купинних луках, і рівнинах з домінуванням Cyperaceae чи Juncaceae. Віддає перевагу низьким місцям рельєфу з невеликим нахилом. Діапазон проживання за висотою: від рівнем моря до 800 м. Не зважаючи на латинську видову назву, це немалий вид у своєму роді, вага 24–103 грам.